# Norvegia ai XXIII Giochi olimpici invernali
La Norvegia ha partecipato ai XXIII Giochi olimpici invernali, che si sono svolti dal 9 al 28 febbraio 2018 a Pyeongchang in Corea del Sud, con una delegazione composta da 109 atleti.

## Medaglie
| Riepilogo quotidiano | Riepilogo quotidiano | Riepilogo quotidiano | Riepilogo quotidiano | Riepilogo quotidiano | Riepilogo quotidiano |
| -------------------- | -------------------- | -------------------- | -------------------- | -------------------- | -------------------- |
| Giorno               | Data                 |                      |                      |                      | Totale               |
| 1º                   | 10                   | 0                    | 3                    | 1                    | 4                    |
| 2º                   | 11                   | 1                    | 1                    | 2                    | 4                    |
| 3º                   | 12                   | 1                    | 0                    | 0                    | 1                    |
| 4º                   | 13                   | 1                    | 1                    | 1                    | 3                    |
| 5º                   | 14                   | 0                    | 0                    | 0                    | 0                    |
| 6º                   | 15                   | 3                    | 2                    | 1                    | 6                    |
| 7º                   | 16                   | 0                    | 1                    | 1                    | 2                    |
| 8º                   | 17                   | 1                    | 0                    | 2                    | 3                    |
| 9º                   | 18                   | 2                    | 1                    | 1                    | 4                    |
| 10º                  | 19                   | 2                    | 0                    | 0                    | 2                    |
| 11º                  | 20                   | 0                    | 1                    | 0                    | 1                    |
| 12º                  | 21                   | 2                    | 1                    | 1                    | 4                    |
| 13º                  | 22                   | 0                    | 1                    | 0                    | 1                    |
| 14º                  | 23                   | 0                    | 2                    | 0                    | 2                    |
| 15º                  | 24                   | 0                    | 0                    | 1                    | 1                    |
| 16º                  | 25                   | 1                    | 0                    | 0                    | 1                    |
| Totale               | Totale               | 14                   | 14                   | 11                   | 39                   |

### Medagliere per discipline
| Sport                   | Oro | Argento | Bronzo | Totale |
| ----------------------- | --- | ------- | ------ | ------ |
| Biathlon                | 1   | 3       | 2      | 6      |
| Pattinaggio di velocità | 2   | 1       | 1      | 4      |
| Salto con gli sci       | 2   | 1       | 2      | 5      |
| Sci di fondo            | 7   | 4       | 3      | 14     |
| Curling                 | 0   | 0       | 1      | 1      |
| Sci alpino              | 1   | 4       | 2      | 7      |
| Freestyle               | 1   | 0       | 0      | 1      |
| Combinata nordica       | 0   | 1       | 0      | 1      |
| Totale                  | 14  | 14      | 11     | 39     |

### Medaglie d'oro
| Medaglia | Nome                                                                              | Sport                   | Evento                          |
| -------- | --------------------------------------------------------------------------------- | ----------------------- | ------------------------------- |
| Oro      | Maren Lundby                                                                      | Salto con gli sci       | Trampolino normale femminile    |
| Oro      | Simen Hegstad Krüger                                                              | Sci di fondo            | Skiathlon 30 km maschile        |
| Oro      | Johannes Høsflot Klæbo                                                            | Sci di fondo            | Sprint maschile                 |
| Oro      | Aksel Lund Svindal                                                                | Sci alpino              | Discesa libera maschile         |
| Oro      | Ragnhild Haga                                                                     | Sci di fondo            | 10 km femminile                 |
| Oro      | Johannes Thingnes Bø                                                              | Biathlon                | 20 km individuale maschile      |
| Oro      | Ingvild Flugstad Østberg Astrid Uhrenholdt Jacobsen Ragnhild Haga Marit Bjørgen   | Sci di fondo            | Staffetta 4x5 km femminile      |
| Oro      | Øystein Bråten                                                                    | Freestyle               | Slopestyle maschile             |
| Oro      | Didrik Tønseth Martin Johnsrud Sundby Simen Hegstad Krüger Johannes Høsflot Klæbo | Sci di fondo            | Staffetta 4x10 km maschile      |
| Oro      | Håvard Holmefjord Lorentzen                                                       | Pattinaggio di velocità | 500 m maschile                  |
| Oro      | Daniel-André Tande Andreas Stjernen Johann André Forfang Robert Johansson         | Salto con gli sci       | Gara a squadre                  |
| Oro      | Martin Johnsrud Sundby Johannes Høsflot Klæbo                                     | Sci di fondo            | Sprint a squadre maschile       |
| Oro      | Håvard Bøkko Simen Spieler Nilsen Sverre Lunde Pedersen                           | Pattinaggio di velocità | Inseguimento a squadre maschile |
| Oro      | Marit Bjørgen                                                                     | Sci di fondo            | 30 km femminile                 |

### Medaglie d'argento
| Medaglia | Nome                                                                    | Sport                   | Evento                      |
| -------- | ----------------------------------------------------------------------- | ----------------------- | --------------------------- |
| Argento  | Marte Olsbu                                                             | Biathlon                | 7,5 km sprint femminile     |
| Argento  | Johann André Forfang                                                    | Salto con gli sci       | Trampolino normale maschile |
| Argento  | Marit Bjørgen                                                           | Sci di fondo            | Skiathlon 15 km femminile   |
| Argento  | Martin Johnsrud Sundby                                                  | Sci di fondo            | Skiathlon 30 km maschile    |
| Argento  | Maiken Caspersen Falla                                                  | Sci di fondo            | Sprint femminile            |
| Argento  | Kjetil Jansrud                                                          | Sci alpino              | Discesa libera maschile     |
| Argento  | Ragnhild Mowinckel                                                      | Sci alpino              | Slalom gigante femminile    |
| Argento  | Simen Hegstad Krüger                                                    | Sci di fondo            | 15 km maschile              |
| Argento  | Henrik Kristoffersen                                                    | Sci alpino              | Slalom gigante maschile     |
| Argento  | Marte Olsbu Tiril Eckhoff Johannes Thingnes Bø Emil Hegle Svendsen      | Biathlon                | Staffetta mista             |
| Argento  | Ragnhild Mowinckel                                                      | Sci alpino              | Discesa libera femminile    |
| Argento  | Jan Schmid Espen Andersen Jarl Magnus Riiber Jørgen Graabak             | Combinata nordica       | Gara a squadre              |
| Argento  | Håvard Holmefjord Lorentzen                                             | Pattinaggio di velocità | 1000 m maschile             |
| Argento  | Lars Helge Birkeland Tarjei Bø Johannes Thingnes Bø Emil Hegle Svendsen | Biathlon                | Staffetta 4x7,5 km maschile |

### Medaglie di bronzo
| Medaglia | Nome | Sport                   | Evento                      |
| -------- | --- | ----------------------- | --------------------------- |
| Bronzo   | Sverre Lunde Pedersen                                                                                    | Pattinaggio di velocità | 5000 m maschile             |
| Bronzo   | Robert Johansson                                                                                         | Salto con gli sci       | Trampolino normale maschile |
| Bronzo   | Hans Christer Holund                                                                                     | Sci di fondo            | Skiathlon 30 km maschile    |
| Bronzo   | Magnus Nedregotten Kristin Skaslien                                                                      | Curling                 | Doppio misto                |
| Bronzo   | Marit Bjørgen                                                                                            | Sci di fondo            | 10 km femminile             |
| Bronzo   | Kjetil Jansrud                                                                                           | Sci alpino              | Supergigante maschile       |
| Bronzo   | Tiril Eckhoff                                                                                            | Biathlon                | Partenza in linea femminile |
| Bronzo   | Robert Johansson                                                                                         | Salto con gli sci       | Trampolino lungo            |
| Bronzo   | Emil Hegle Svendsen                                                                                      | Biathlon                | Partenza in linea maschile  |
| Bronzo   | Marit Bjørgen Maiken Caspersen Falla                                                                     | Sci di fondo            | Sprint a squadre femminile  |
| Bronzo   | Kristin Lysdahl Sebastian Foss Solevåg Nina Løseth Leif Kristian Haugen Maren Skjøld Jonathan Nordbotten | Sci alpino              | Gara a squadre              |

## Biathlon

### Maschile
La Norvegia ha diritto a schierare 6 atleti in seguito ad aver terminato tra le prime cinque posizioni del ranking maschile per nazioni della Coppa del Mondo di biathlon 2017.
| Gara                    | Atleta                                                                  | Penalità    | Tempo d'arrivo | Posizione |
| ----------------------- | ----------------------------------------------------------------------- | ----------- | -------------- | --------- |
| 10 km sprint            | Erlend Bjøntegaard                                                      | 2 (0+2)     | 23'56"2        | 5º        |
| 10 km sprint            | Johannes Thingnes Bø                                                    | 4 (3+1)     | 24'51"5        | 31º       |
| 10 km sprint            | Tarjei Bø                                                               | 2 (2+0)     | 24'12"5        | 13º       |
| 10 km sprint            | Emil Hegle Svendsen                                                     | 2 (1+1)     | 24'23"8        | 18º       |
| 12,5 km inseguimento    | Erlend Bjøntegaard                                                      | 4 (1+0+0+3) | 34'18"8        | 9º        |
| 12,5 km inseguimento    | Johannes Thingnes Bø                                                    | 6 (0+2+4+0) | 35'42"7        | 21º       |
| 12,5 km inseguimento    | Tarjei Bø                                                               | 3 (0+0+1+2) | 33'54"3        | 4º        |
| 12,5 km inseguimento    | Emil Hegle Svendsen                                                     | 5 (0+2+2+1) | 35'33"2        | 20º       |
| 20 km individuale       | Lars Helge Birkeland                                                    | 4 (2+1+1+0) | 53'46"8        | 60º       |
| 20 km individuale       | Johannes Thingnes Bø                                                    | 2 (1+0+0+1) | 48'03"8        |           |
| 20 km individuale       | Tarjei Bø                                                               | 2 (0+0+0+2) | 50'05"3        | 13º       |
| 20 km individuale       | Emil Hegle Svendsen                                                     | 2 (0+2+0+0) | 49'40"5        | 10º       |
| 15 km partenza in linea | Erlend Bjøntegaard                                                      | 2 (0+0+2+0) | 36'19"4        | 7º        |
| 15 km partenza in linea | Johannes Thingnes Bø                                                    | 3 (0+3+0+0) | 37'07"3        | 16º       |
| 15 km partenza in linea | Tarjei Bø                                                               | 3 (1+0+2+0) | 36'21"9        | 8º        |
| 15 km partenza in linea | Emil Hegle Svendsen                                                     | 2 (1+0+1+0) | 35'58"5        |           |
| Staffetta 4x7,5 km      | Lars Helge Birkeland Tarjei Bø Johannes Thingnes Bø Emil Hegle Svendsen | 13 (1+12)   | 1h12'33"1      |           |

### Femminile
La Norvegia ha diritto a schierare 5 atlete in seguito ad aver terminato tra la sesta e la ventesima posizione del ranking femminile per nazioni della Coppa del Mondo di biathlon 2017.
| Gara                      | Atleta                                                                | Penalità    | Tempo d'arrivo | Posizione |
| ------------------------- | --------------------------------------------------------------------- | ----------- | -------------- | --------- |
| 7,5 km sprint             | Tiril Eckhoff                                                         | 4 (3+1)     | 22'32"4        | 24ª       |
| 7,5 km sprint             | Marte Olsbu                                                           | 1 (1+0)     | 21'30"4        |           |
| 7,5 km sprint             | Synnøve Solemdal                                                      | 3 (1+2)     | 23'23"9        | 50ª       |
| 7,5 km sprint             | Ingrid Landmark Tandrevold                                            | 4 (2+2)     | 23'49"1        | 59ª       |
| 10 km inseguimento        | Tiril Eckhoff                                                         | 5 (0+2+3+0) | 32'23"4        | 9ª        |
| 10 km inseguimento        | Marte Olsbu                                                           | 4 (1+2+0+1) | 31'42"6        | 4ª        |
| 10 km inseguimento        | Synnøve Solemdal                                                      | 4 (1+0+2+1) | 34'45"5        | 41ª       |
| 10 km inseguimento        | Ingrid Landmark Tandrevold                                            | 4 (0+3+1+0) | 34'56"8        | 42ª       |
| 15 km individuale         | Tiril Eckhoff                                                         | 4 (1+1+1+1) | 44'41"9        | 23ª       |
| 15 km individuale         | Marte Olsbu                                                           | 7 (1+1+3+2) | 48'58"8        | 71ª       |
| 15 km individuale         | Synnøve Solemdal                                                      | 2 (0+1+0+1) | 45'33"0        | 40ª       |
| 15 km individuale         | Ingrid Landmark Tandrevold                                            | 3 (0+2+0+1) | 46'14"7        | 43ª       |
| 12,5 km partenza in linea | Tiril Eckhoff                                                         | 2 (1+0+1+0) | 35'50"7        |           |
| 12,5 km partenza in linea | Marte Olsbu                                                           | 1 (0+1+0+0) | 36'14"6        | 8ª        |
| Staffetta 4x6 km          | Synnøve Solemdal Tiril Eckhoff Ingrid Landmark Tandrevold Marte Olsbu | 15 (3+12)   | 1h12'33"1      | 4ª        |

### Gare miste
| Gara                        | Atleti                                                             | Penalità  | Tempo d'arrivo | Posizione |
| --------------------------- | ------------------------------------------------------------------ | --------- | -------------- | --------- |
| Staffetta 2x6 km + 2x7,5 km | Marte Olsbu Tiril Eckhoff Johannes Thingnes Bø Emil Hegle Svendsen | 12 (1+11) | 1h08'55"2      |           |

## Combinata nordica
La Norvegia ha qualificato nella combinata nordica un totale di cinque atleti(*).
| Gara               | Atleta             | Salto     | Salto | Salto     | Fondo   | Fondo            | Posizione |
| Gara               | Atleta             | Lunghezza | Punti | Posizione | Tempo   | Tempo + distacco | Posizione |
| ------------------ | ------------------ | --------- | ----- | --------- | ------- | ---------------- | --------- |
| Trampolino normale | Espen Andersen     | 104,5 m   | 117,2 | 7º        | 25'11"1 | 26'05"1          | 10º       |
| Trampolino normale | Jørgen Graabak     | 90,0 m    | 93,6  | 23º       | 24'53"3 | 27'21"3          | 20º       |
| Trampolino normale | Jarl Magnus Riiber | 111,0 m   | 126,9 | 2º        | 24'58"9 | 25'13"9          | 4º        |
| Trampolino normale | Jan Schmid         | 88,0 m    | 88,8  | 31º       | 24'47"8 | 27'34"8          | 25º       |
| Trampolino lungo   | Espen Andersen     | 121,0 m   | 105,6 | 25º       | 24'23"8 | 26'36"8          | 22º       |
| Trampolino lungo   | Jørgen Graabak     | 119,5 m   | 110,9 | 19º       | 23'25"3 | 25'17"3          | 10º       |
| Trampolino lungo   | Jarl Magnus Riiber | 139,9 m   | 138,6 | 2º        | 23'54"3 | 23'55"3          | 4º        |
| Trampolino lungo   | Jan Schmid         | 119,9 m   | 107,9 | 22º       | 23'15"7 | 25'19"7          | 25º       |
| Gara a squadre     | Jørgen Graabak     | 133,5 m   | 449,2 | 4ª        | 46'35"5 | 47'02"5          |           |
| Gara a squadre     | Jarl Magnus Riiber | 133,5 m   | 449,2 | 4ª        | 46'35"5 | 47'02"5          |           |
| Gara a squadre     | Espen Andersen     | 128,5 m   | 449,2 | 4ª        | 46'35"5 | 47'02"5          |           |
| Gara a squadre     | Jan Schmid         | 132,0 m   | 449,2 | 4ª        | 46'35"5 | 47'02"5          |           |

(*) Magnus Krog era presente ma non ha partecipato alle competizioni

## Curling

### Torneo maschile
La Norvegia ha diritto a partecipare al torneo maschile di curling in seguito aver concluso tra le prime sette posizioni nel ranking per la qualificazione alle Olimpiadi..
| Squadre       | G | V | P | PF | PS |
| ------------- | - | - | - | -- | -- |
| Canada        | 0 | 0 | 0 | 0  | 0  |
| Corea del Sud | 0 | 0 | 0 | 0  | 0  |
| Giappone      | 0 | 0 | 0 | 0  | 0  |
| Gran Bretagna | 0 | 0 | 0 | 0  | 0  |
| Norvegia      | 0 | 0 | 0 | 0  | 0  |
| Stati Uniti   | 0 | 0 | 0 | 0  | 0  |
| Svezia        | 0 | 0 | 0 | 0  | 0  |
| Svizzera      | 0 | 0 | 0 | 0  | 0  |
| Danimarca     | 0 | 0 | 0 | 0  | 0  |
| Italia        | 0 | 0 | 0 | 0  | 0  |

### Torneo misto
La Norvegia ha diritto a partecipare al torneo misto di curling in seguito aver concluso tra le prime sette posizioni nel ranking per la qualificazione alle Olimpiadi..
| Norvegia Uomo: Kristin Skaslien Donna: Magnus Nedregotten |
| --------------------------------------------------------- |

#### Girone
Risultati
| Sessione | Squadre                      | Finale | 1 | 2 | 3 | 4 | 5 | 6 | 7 | 8 | 9 | 10 |
| -------- | ---------------------------- | ------ | - | - | - | - | - | - | - | - | - | -- |
| 1        | Canada                       | 6      | 1 | 0 | 3 | 0 | 2 | 0 | 0 | 0 | X | X  |
| 1        | Norvegia                     | 9      | 0 | 3 | 0 | 1 | 0 | 2 | 1 | 2 | X | X  |
| 2        | Atleti Olimpici dalla Russia | 4      | 0 | 1 | 0 | 1 | 1 | 0 | 0 | 1 | X | X  |
| 2        | Norvegia                     | 3      | 0 | 0 | 1 | 0 | 0 | 1 | 1 | 0 | X | X  |
| 3        | Corea del Sud                | 3      | 0 | 0 | 0 | 1 | 0 | 2 | 0 | X | X | X  |
| 3        | Norvegia                     | 8      | 1 | 3 | 1 | 0 | 1 | 0 | 2 | X | X | X  |
| 4        | Svizzera                     | 5      | 1 | 0 | 0 | 2 | 1 | 0 | 1 | 0 | X | X  |
| 4        | Norvegia                     | 6      | 0 | 3 | 1 | 0 | 0 | 1 | 0 | 1 | X | X  |
| 5        | Norvegia                     | 7      | 1 | 0 | 1 | 0 | 3 | 0 | 1 | 0 | 1 | X  |
| 5        | Finlandia                    | 2      | 0 | 2 | 0 | 1 | 0 | 2 | 0 | 1 | 0 | X  |
| 6        | Norvegia                     | 3      | 0 | 3 | 0 | 0 | 0 | 0 | X | X | X | X  |
| 6        | Stati Uniti                  | 10     | 1 | 0 | 1 | 4 | 1 | 3 | X | X | X | X  |
| 7        | Norvegia                     | 3      | 0 | 1 | 1 | 0 | 1 | 0 | X | X | X | X  |
| 7        | Cina                         | 9      | 1 | 0 | 0 | 3 | 0 | 5 | X | X | X | X  |

Classifica
| Squadre                      | G | V | P | PF | PS |
| ---------------------------- | - | - | - | -- | -- |
| Canada                       | 7 | 6 | 1 | 52 | 26 |
| Svizzera                     | 7 | 5 | 2 | 45 | 33 |
| Atleti Olimpici dalla Russia | 7 | 4 | 3 | 36 | 44 |
| Norvegia                     | 7 | 4 | 3 | 39 | 43 |
| Cina                         | 7 | 4 | 3 | 47 | 42 |
| Corea del Sud                | 7 | 2 | 5 | 42 | 47 |
| Stati Uniti                  | 7 | 2 | 5 | 37 | 43 |
| Finlandia                    | 7 | 1 | 6 | 35 | 53 |

#### Spareggio
| Squadre  | Finale | 1 | 2 | 3 | 4 | 5 | 6 | 7 | 8 | 9 | 10 |
| -------- | ------ | - | - | - | - | - | - | - | - | - | -- |
| Cina     | 7      | 2 | 0 | 1 | 0 | 2 | 0 | 2 | 0 | X | X  |
| Norvegia | 9      | 0 | 3 | 0 | 1 | 0 | 4 | 0 | 1 | X | X  |

#### Semifinale
| Squadre  | Finale | 1 | 2 | 3 | 4 | 5 | 6 | 7 | 8 | 9 | 10 |
| -------- | ------ | - | - | - | - | - | - | - | - | - | -- |
| Canada   | 8      | 2 | 0 | 0 | 1 | 2 | 0 | 3 | X | X | X  |
| Norvegia | 4      | 0 | 1 | 1 | 0 | 0 | 2 | 0 | X | X | X  |

#### Finale 3º posto
| Squadre                      | Finale | 1 | 2 | 3 | 4 | 5 | 6 | 7 | 8 | 9 | 10 |
| ---------------------------- | ------ | - | - | - | - | - | - | - | - | - | -- |
| Norvegia                     | 4      | 0 | 0 | 2 | 0 | 2 | 0 | X | X | X | X  |
| Atleti Olimpici dalla Russia | 8      | 2 | 1 | 0 | 2 | 0 | 3 | X | X | X | X  |

## Freestyle
La Norvegia ha qualificato nel freestyle otto atleti, tre donne e cinque uomini.

### Gobbe
| Evento    | Atleta         | Qualificazione | Qualificazione | Qualificazione | Qualificazione | Qualificazione | Qualificazione | Qualificazione | Qualificazione | Finale | Finale | Finale | Finale    | Finale          | Finale          | Finale          | Finale          | Finale          | Finale          | Finale          | Finale          |                 |
| Evento    | Atleta         | Run 1          | Run 1          | Run 1          | Run 1          | Run 2          | Run 2          | Run 2          | Run 2          | Run 1  | Run 1  | Run 1  | Run 1     | Run 2           | Run 2           | Run 2           | Run 2           | Run 3           | Run 3           | Run 3           | Run 3           |                 |
| Evento    | Atleta         | Tempo          | Punti          | Totale         | Posizione      | Tempo          | Punti          | Totale         | Posizione      | Tempo  | Punti  | Totale | Posizione | Tempo           | Punti           | Totale          | Posizione       | Tempo           | Punti           | Totale          | Posizione       |                 |
| --------- | -------------- | -------------- | -------------- | -------------- | -------------- | -------------- | -------------- | -------------- | -------------- | ------ | ------ | ------ | --------- | --------------- | --------------- | --------------- | --------------- | --------------- | --------------- | --------------- | --------------- | --------------- |
| Femminile | Hedvig Wessel  | 29"70          | 54,11          | 68,64          | 18ª            | 30"03          | 57,50          | 71,66          | 5ª Q           | 29"99  | 54,57  | 68,77  | 19ª       | non qualificata | non qualificata | non qualificata | non qualificata | non qualificata | non qualificata | non qualificata | non qualificata | non qualificata |
| Maschile  | Vinjar Slåtten | DNF            | DNF            | DNF            | DNF            | 25"16          | 62,67          | 77,49          | 2º Q           | 24"99  | 64,13  | 79,18  | 8º Q      | 24"31           | 62,93           | 78,87           | 5º Q            | 26"71           | 20,83           | 33,61           | 6º              |                 |

## Hockey su ghiaccio

### Torneo maschile
La Norvegia ha diritto a partecipare al torneo maschile di hockey sul ghiaccio in seguito ad aver vinto il torneo preolimpico di Oslo.

#### Fase a gironi - Gruppo C
| Pos. |           | PG | V | VOT | POT | P | GF | GS | DR | Pt |
| 1.   | Svezia    | 0  | 0 | 0   | 0   | 0 | 0  | 0  | 0  | 0  |
| 2.   | Finlandia | 0  | 0 | 0   | 0   | 0 | 0  | 0  | 0  | 0  |
| 3.   | Norvegia  | 0  | 0 | 0   | 0   | 0 | 0  | 0  | 0  | 0  |
| 4.   | Germania  | 0  | 0 | 0   | 0   | 0 | 0  | 0  | 0  | 0  |

## Pattinaggio di velocità

### Donne
| Gara   | Atleta     | Tempo   | Posizione |
| ------ | ---------- | ------- | --------- |
| 500 m  | Hege Bøkko | 38"538  | 18ª       |
| 500 m  | Ida Njåtun | 39"33   | 27ª       |
| 1000 m | Hege Bøkko | 1'15"98 | 14ª       |
| 1000 m | Ida Njåtun | 1'15"43 | 10ª       |
| 1500 m | Ida Njåtun | 1'56"46 | 7ª        |
| 3000 m | Ida Njåtun | 4'06"67 | 12ª       |

### Uomini
| Gara    | Atleta                | Tempo    | Posizione |
| ------- | --------------------- | -------- | --------- |
| 500 m   | Håvard Lorentzen      | 34"31    |           |
| 500 m   | Henrik Rukke          | 35"500   | 28º       |
| 1000 m  | Håvard Lorentzen      | 1'07"99  |           |
| 1000 m  | Henrik Rukke          | 1'07"99  | 32º       |
| 1500 m  | Sindre Henriksen      | 1'45"64  | 7º        |
| 1500 m  | Allan Dahl Johansson  | DNF      | DNF       |
| 1500 m  | Sverre Lunde Pedersen | 1'46"12  | 9º        |
| 5000 m  | Håvard Bøkko          | 6'24"50  | 18º       |
| 5000 m  | Simen Spieler Nilsen  | 6'18"39  | 13º       |
| 5000 m  | Sverre Lunde Pedersen | 6'11"618 |           |
| 10000 m | Håvard Bøkko          | 13'17"47 | 11º       |

| Gara       | Atleta                | Semifinali | Semifinali | Semifinali | Finale          | Finale          | Finale          |
| Gara       | Atleta                | Punti      | Tempo      | Pos.       | Punti           | Tempo           | Pos.            |
| ---------- | --------------------- | ---------- | ---------- | ---------- | --------------- | --------------- | --------------- |
| Mass start | Sverre Lunde Pedersen | 2          | 7'58"65    | 9º         | Non qualificato | Non qualificato | Non qualificato |

| Gara                   | Atleti                                                           | Quarti di finale        | Quarti di finale | Semifinali            | Semifinali | Finale                  | Finale    |
| Gara                   | Atleti                                                           | Avversario              | Posizione        | Avversario            | Posizione  | Avversario              | Posizione |
| ---------------------- | ---------------------------------------------------------------- | ----------------------- | ---------------- | --------------------- | ---------- | ----------------------- | --------- |
| Inseguimento a squadre | Håvard Bøkko Sindre Henriksen Simen Nilsen Sverre Lunde Pedersen | Nuova Zelanda V 3'41"18 | 3ª Q             | Paesi Bassi V 3'37"08 | 1ª FA      | Corea del Sud V 3'37"32 |           |

## Salto con gli sci
La Norvegia ha qualificato nel salto con gli sci sette atleti, due donne e cinque uomini(*).

### Donne
| Gara               | Atleta       | Primo salto | Primo salto | Primo salto | Secondo salto | Secondo salto | Secondo salto | Punti totali | Posizione |
| Gara               | Atleta       | Lunghezza   | Punti       | Pos.        | Lunghezza     | Punti         | Pos.          | Punti totali | Posizione |
| ------------------ | ------------ | ----------- | ----------- | ----------- | ------------- | ------------- | ------------- | ------------ | --------- |
| Trampolino normale | Maren Lundby | 105,5 m     | 125,4       | 1ª          | 110,0 m       | 139,2         | 1ª            | 264,6        |           |
| Trampolino normale | Silje Opseth | 89,5 m      | 83,5        | 18ª         | 91,5 m        | 94,7          | 11ª           | 178,2        | 16ª       |

### Uomini
| Gara               | Atleta                                                                    | Qualificazioni | Qualificazioni | Qualificazioni | Finale                          | Finale      | Finale      | Finale                  | Finale        | Finale        | Finale       | Finale    |
| Gara               | Atleta                                                                    | Qualificazioni | Qualificazioni | Qualificazioni | Primo salto                     | Primo salto | Primo salto | Secondo salto           | Secondo salto | Secondo salto | Punti totali | Posizione |
| Gara               | Atleta                                                                    | Lunghezza      | Punti          | Pos.           | Lunghezza                       | Punti       | Pos.        | Lunghezza               | Punti         | Pos.          | Punti totali | Posizione |
| ------------------ | ------------------------------------------------------------------------- | -------------- | -------------- | -------------- | ------------------------------- | ----------- | ----------- | ----------------------- | ------------- | ------------- | ------------ | --------- |
| Trampolino normale | Johann André Forfang                                                      | 100,0 m        | 121,1          | 13º Q          | 106,0 m                         | 125,9       | 2º          | 109,5 m                 | 125,0         | 4º            | 250,9        |           |
| Trampolino normale | Robert Johansson                                                          | 98,0 m         | 118,3          | 19º Q          | 100,2 m                         | 119,9       | 10º         | 113,5 m                 | 129,8         | 2º            | 249,7        |           |
| Trampolino normale | Andreas Stjernen                                                          | 100,0 m        | 119,3          | 15º Q          | 104,0 m                         | 114,5       | 15º         | 103,5 m                 | 111,3         | 15º           | 225,8        | 15º       |
| Trampolino normale | Daniel-André Tande                                                        | 100,0 m        | 123,0          | 8º Q           | 103,5 m                         | 118,7       | 13º         | 111,5 m                 | 123,6         | 5º            | 242,3        | 6º        |
| Trampolino lungo   | Johann André Forfang                                                      | 137,0 m        | 128,7          | 2º Q           | 133,0 m                         | 132,1       | 9º          | 134,5 m                 | 139,5         | 4º            | 271,6        | 5º        |
| Trampolino lungo   | Robert Johansson                                                          | 135,0 m        | 131,9          | 1º Q           | 137,5 m                         | 138,3       | 4º          | 134,5 m                 | 137,0         | 6º            | 275,3        |           |
| Trampolino lungo   | Andreas Stjernen                                                          | 128,5 m        | 110,2          | 19º Q          | 134,5 m                         | 134,7       | 15º         | 131,5 m                 | 132,6         | 15º           | 267,3        | 8º        |
| Trampolino lungo   | Daniel-André Tande                                                        | 131,5 m        | 126,5          | 6º Q           | 131,0 m                         | 128,9       | 15º         | 138,5 m                 | 144,2         | 1º            | 273,1        | 4º        |
| Gara a squadre     | Daniel-André Tande Andreas Stjernen Johann André Forfang Robert Johansson | N.D.           | N.D.           | N.D.           | 136,0 m 133,0 m 132,5 m 137,5 m | 545,9       | 1ª          | 140,5 m 132,0 m 136,0 m | 552,6         | 1ª            | 1098,5       |           |

(*) Era presente anche Anders Fannemel ma non ha partecipato alle competizioni.

## Sci alpino

### Donne
| Gara            | Atleta             | Tempo              | Tempo              | Tempo              | Posizione |
| Gara            | Atleta             | 1ª manche          | 2ª manche          | Totale             | Posizione |
| --------------- | ------------------ | ------------------ | ------------------ | ------------------ | --------- |
| Slalom gigante  | Kristin Lysdahl    | 1'13"45            | 1'09"95            | 2'23"40            | 18ª       |
| Slalom gigante  | Nina Løseth        | 1'13"13            | 1'09"97            | 2'23"10            | 15ª       |
| Slalom gigante  | Ragnhild Mowinckel | 1'11"17            | 1'09"24            | 2'20"41            |           |
| Slalom gigante  | Maren Skjøld       | DNF                | DNF                | DNF                |           |
| Slalom speciale | Kristin Lysdahl    | 52"12              | 50"90              | 1'43"02            | 25ª       |
| Slalom speciale | Nina Løseth        | 49"75              | 50"41              | 1'40"16            | 6ª        |
| Slalom speciale | Maren Skjøld       | 51"44              | 51"18              | 1'42"62            | 22ª       |
| Combinata       | Ragnhild Mowinckel | 1'40"11            | 42"52              | 2'22"63            | 4ª        |
| Gara            | Atleta             | Tempo unica manche | Tempo unica manche | Tempo unica manche | Posizione |
| Discesa libera  | Ragnhild Mowinckel | 1'39"31            | 1'39"31            | 1'39"31            |           |
| Supergigante    | Ragnhild Mowinckel | 1'22"00            | 1'22"00            | 1'22"00            | 13ª       |

### Uomini
| Gara            | Atleta                  | Tempo              | Tempo              | Tempo              | Posizione |
| Gara            | Atleta                  | 1ª manche          | 2ª manche          | Totale             | Posizione |
| --------------- | ----------------------- | ------------------ | ------------------ | ------------------ | --------- |
| Slalom gigante  | Leif Kristian Haugen    | 1'08"93            | 1'11"30            | 2'20"23            | 8º        |
| Slalom gigante  | Kjetil Jansrud          | DNF                | DNF                | DNF                | DNF       |
| Slalom gigante  | Aleksander Aamodt Kilde | DNF                | DNF                | DNF                | DNF       |
| Slalom gigante  | Henrik Kristoffersen    | 1'09"58            | 1'09"73            | 2'19"31            |           |
| Slalom speciale | Sebastian Foss Solevåg  | 48"53              | 51"65              | 1'40"18            | 10º       |
| Slalom speciale | Leif Kristian Haugen    | 49"27              | 51"04              | 1'40"31            | 13º       |
| Slalom speciale | Henrik Kristoffersen    | 47"72              | DNF                | DNF                | DNF       |
| Slalom speciale | Jonathan Nordbotten     | DNF                | DNF                | DNF                | DNF       |
| Combinata       | Aleksander Aamodt Kilde | 1'20"92            | 50"15              | 2'11"07            | 21º       |
| Combinata       | Kjetil Jansrud          | 1'19"51            | 49"16              | 2'08"67            | 7º        |
| Combinata       | Aksel Lund Svindal      | 1'19"31            | DNS                | DNS                | DNS       |
| Combinata       | Sebastian Foss Solevåg  | 1'24"35            | DNF                | DNF                | DNF       |
| Gara            | Atleta                  | Tempo unica manche | Tempo unica manche | Tempo unica manche | Posizione |
| Discesa libera  | Aleksander Aamodt Kilde | 1'42"18            | 1'42"18            | 1'42"18            | 15º       |
| Discesa libera  | Kjetil Jansrud          | 1'40"37            | 1'40"37            | 1'40"37            |           |
| Discesa libera  | Aksel Lund Svindal      | 1'40"25            | 1'40"25            | 1'40"25            |           |
| Supergigante    | Kjetil Jansrud          | 1'24"62            | 1'24"62            | 1'24"62            |           |
| Supergigante    | Aleksander Aamodt Kilde | 1'25"71            | 1'25"71            | 1'25"71            | 13º       |
| Supergigante    | Aksel Lund Svindal      | 1'24"93            | 1'24"93            | 1'24"93            | 5º        |

## Sci di fondo

### Donne
| Gara                   | Atleta                   | Qualificazioni   | Qualificazioni   | Quarti di finale | Quarti di finale | Semifinali      | Semifinali      | Finale          | Finale          |
| Gara                   | Atleta                   | Tempo            | Posizione        | Tempo            | Posizione        | Tempo           | Posizione       | Tempo           | Posizione       |
| ---------------------- | ------------------------ | ---------------- | ---------------- | ---------------- | ---------------- | --------------- | --------------- | --------------- | --------------- |
| Sprint                 | Maiken Caspersen Falla   | 3'09"13          | 2ª Q             | 3'11"98          | 1ª Q             | 3'10"55         | 2ª Q            | 3'06"87         |                 |
| Sprint                 | Kathrine Harsem          | 3'18"48          | 17ª Q            | 3'14"87          | 4ª               | Non qualificata | Non qualificata | Non qualificata | Non qualificata |
| Sprint                 | Ingvild Flugstad Østberg | 3'17"35          | 13ª Q            | 3'14"87          | 4ª               | Non qualificata | Non qualificata | Non qualificata | Non qualificata |
| Sprint                 | Heidi Weng               | 3'16"28          | 10ª Q            | 3'15"68          | 2ª Q             | 3'16"22         | 6ª              | Non qualificata | Non qualificata |
| Gara                   | Atleta                   | Tempo gara unica | Tempo gara unica | Tempo gara unica | Tempo gara unica | Posizione       | Posizione       | Posizione       | Posizione       |
| Skiathlon              | Marit Bjørgen            | 40'52"7          | 40'52"7          | 40'52"7          | 40'52"7          |                 |                 |                 |                 |
| Skiathlon              | Ingvild Flugstad Østberg | 41'43"2          | 41'43"2          | 41'43"2          | 41'43"2          | 11ª             | 11ª             | 11ª             | 11ª             |
| Skiathlon              | Ragnhild Haga            | 42'07"6          | 42'07"6          | 42'07"6          | 42'07"6          | 15ª             | 15ª             | 15ª             | 15ª             |
| Skiathlon              | Heidi Weng               | 41'25"6          | 41'25"6          | 41'25"6          | 41'25"6          | 9ª              | 9ª              | 9ª              | 9ª              |
| 10 km tecnica classica | Marit Bjørgen            | 25'32"4          | 25'32"4          | 25'32"4          | 25'32"4          |                 |                 |                 |                 |
| 10 km tecnica classica | Ingvild Flugstad Østberg | 26'06"0          | 26'06"0          | 26'06"0          | 26'06"0          | 7ª              | 7ª              | 7ª              | 7ª              |
| 10 km tecnica classica | Ragnhild Haga            | 25'00"5          | 25'00"5          | 25'00"5          | 25'00"5          |                 |                 |                 |                 |
| 10 km tecnica classica | Heidi Weng               | 26'25"1          | 26'25"1          | 26'25"1          | 26'25"1          | 11ª             | 11ª             | 11ª             | 11ª             |

### Uomini
| Gara      | Atleta                 | Qualificazioni   | Qualificazioni   | Quarti di finale | Quarti di finale | Semifinali      | Semifinali      | Finale          | Finale          |
| Gara      | Atleta                 | Tempo            | Posizione        | Tempo            | Posizione        | Tempo           | Posizione       | Tempo           | Posizione       |
| --------- | ---------------------- | ---------------- | ---------------- | ---------------- | ---------------- | --------------- | --------------- | --------------- | --------------- |
| Sprint    | Eirik Brandsdal        | 3'15"95          | 18° Q            | 3'18"25          | 5°               | Non qualificato | Non qualificato | Non qualificato | Non qualificato |
| Sprint    | Pål Golberg            | 3'13"71          | 11° Q            | 3'11"07          | 2° Q             | 3'07"24         | 18° q           | 3'09"56         | 4°              |
| Sprint    | Emil Iversen           | 3'14"36          | 12° Q            | 3'10"21          | 2° Q             | 3'14"09         | 4°              | Non qualificato | Non qualificato |
| Sprint    | Johannes Høsflot Klæbo | 3'08"73          | 2° Q             | 3'11"09          | 1° Q             | 3'06"01         | 1° Q            | 3'05"75         |                 |
| Gara      | Atleta                 | Tempo gara unica | Tempo gara unica | Tempo gara unica | Tempo gara unica | Posizione       | Posizione       | Posizione       | Posizione       |
| Skiathlon | Hans Christer Holund   | 1h16'29"9        | 1h16'29"9        | 1h16'29"9        | 1h16'29"9        |                 |                 |                 |                 |
| Skiathlon | Johannes Høsflot Klæbo | 1h17'03"4        | 1h17'03"4        | 1h17'03"4        | 1h17'03"4        | 10º             | 10º             | 10º             | 10º             |
| Skiathlon | Simen Hegstad Krüger   | 1h16'20"0        | 1h16'20"0        | 1h16'20"0        | 1h16'20"0        |                 |                 |                 |                 |
| Skiathlon | Martin Johnsrud Sundby | 1h16'28"0        | 1h16'28"0        | 1h16'28"0        | 1h16'28"0        |                 |                 |                 |                 |

## Skeleton
La Norvegia non aveva qualificato atleti nello skeleton. Tuttavia prenderà parte alla gara maschile a causa della rinuncia all'evento da parte dell'Austria per una quota.
| Gara             | Atleta                    | 1ª manche | 2ª manche | 3ª manche | 4ª manche | Totale  | Posizione |
| ---------------- | ------------------------- | --------- | --------- | --------- | --------- | ------- | --------- |
| Singolo maschile | Alexander Henning Hanssen | 51"44     | 51"51     | 51"37     | 51"37     | 3'25"89 | 20º       |

## Snowboard
La Germania ha qualificato nello snowboard un totale di quattordici atleti, sette uomini e sei donne.

### Freestyle
| Gara                 | Atleta           | Qualificazioni  | Qualificazioni  | Qualificazioni  | Qualificazioni  | Finale          | Finale          | Finale          | Finale          | Finale    |
| Gara                 | Atleta           | Prova 1         | Prova 2         | Migliore        | Posizione       | Prova 1         | Prova 2         | Prova 3         | Migliore        | Posizione |
| -------------------- | ---------------- | --------------- | --------------- | --------------- | --------------- | --------------- | --------------- | --------------- | --------------- | --------- |
| Big air femminile    | Silje Norendal   | 76,00           | 77,50           | 77,50           | 10ª Q           | 70,50           | 61,00           | JNS             | 70,50           | 6ª        |
| Big air maschile     | Torgeir Bergrem  | 94,25           | 59,50           | 94,25           | 4º Q            | 88,50           | 42,50           | JNS             | 131,00          | 7º        |
| Big air maschile     | Marcus Kleveland | 84,25           | 46,00           | 84,25           | 10º             | Non qualificato | Non qualificato | Non qualificato | Non qualificato | 18º       |
| Big air maschile     | Ståle Sandbech   | 84,75           | 41,25           | 84,75           | 7º              | Non qualificato | Non qualificato | Non qualificato | Non qualificato | 16º       |
| Slopestyle femminile | Silje Norendal   | Gara cancellata | Gara cancellata | Gara cancellata | Gara cancellata | 73,91           | 47,66           | N.D.            | 73,91           | 4ª        |
| Slopestyle maschile  | Torgeir Bergrem  | 45,80           | 75,45           | 75,45           | 5º Q            | 58,80           | 75,80           | 60,03           | 75,80           | 8º        |
| Slopestyle maschile  | Marcus Kleveland | 83,71           | 32,30           | 83,71           | 1º Q            | 77,76           | 43,71           | 37,18           | 77,76           | 6º        |
| Slopestyle maschile  | Mons Røisland    | 76,50           | 43,68           | 76,50           | 4º Q            | DNS             | DNS             | DNS             | DNS             | 12º       |
| Slopestyle maschile  | Ståle Sandbech   | 74,11           | 82,13           | 82,13           | 4º Q            | 44,81           | 81,01           | 38,13           | 81,01           | 4º        |